# Мартін Зобел
Мартін Зобел (ест. Martin Zobel; 25 лютого 1957, Таллінн) — естонський еколог рослин та професор Тартуського університету. Його ім'я асоціюється головним чином з ідеєю впливу регіональної різноманітності видів на різноманітність у менших просторових масштабах, відомою як «ефект видової ями». Мартін Зобел є професором з 1992 року. Він працював головним редактором наукового журналу «Екографія».

## Вибрані роботи
- Zobel, M. (1984) Екологія і динаміка прибережних альварних рослиних груп Естонської РСР (Экология и динамика прибрежных альварных растительных сообществ Эстонской ССР). Biol.Kand. thesis, University of Tartu.
- Zobel, M. (1997) Відносна роль видових ям у визначенні різноманітності видів рослин: альтернативне пояснення співіснування видів (The relative role of species pools in determining plant species richness: an alternative explanation of species coexistence). Trends in Ecology & Evolution 12: 266-269.
- Zobel, M., Otsus, M., Liira, J., Moora, M. & Möls, T. (2000) Дрібномасштабне видове багатство обмезено наявністю насіння чи мікропростору? (Is small-scale species richness limited by seed availability or microsite availability?) Ecology 81: 3274-3282.

## Особисте життя
Його батько, Реін Зобел, був істориком архітектури, а його брат Крістян Зобел - біолог.

## Зовнішні посилання
- Домашня сторінка [Архівовано 13 січня 2016 у Wayback Machine.]